# Kompleks cytochromów b6f

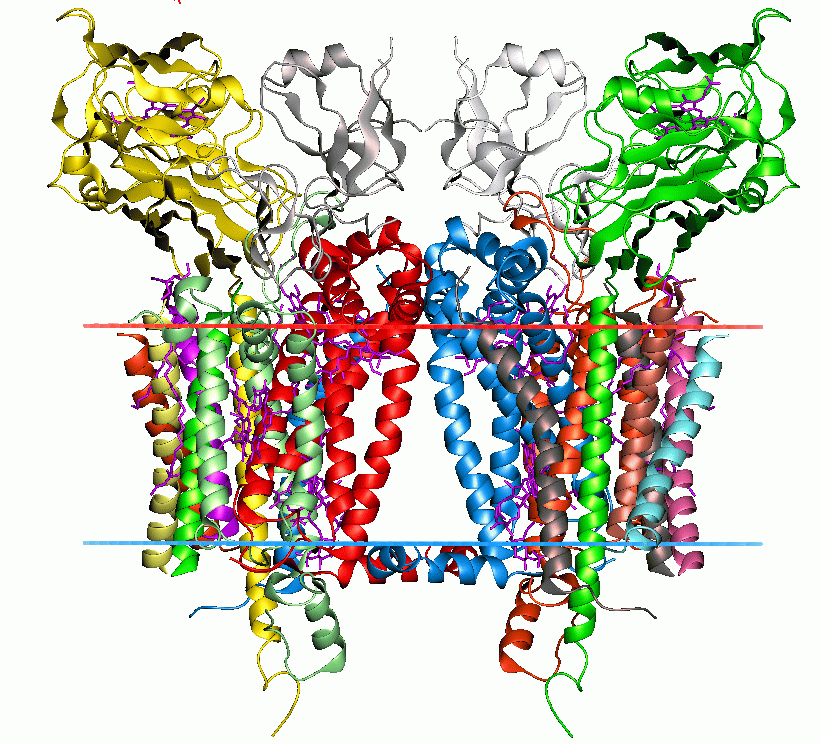
Budowa kompleksu cytochromów b_{6}f. Dwuwarstwa lipidowa została oznaczona niebieską i czerwoną linią.

Kompleks cytochromów b6f, plastochinol – plastocyjanina reduktaza [EC 1.10.99.1] – białko obecne w błonach tylakoidów chloroplastów eukariontów i błonach tylakoidów sinic. Kompleks bierze udział w przenoszeniu elektronów z fotoukładu II na fotoukład I. Przenoszeniu elektronów towarzyszy przemieszczenie protonów ze stromy do wnętrza tylakoidów, czyli generowanie gradientu elektrochemicznego, w tak zwanym cyklu Q, niezbędnego do wytworzenia energii użytecznej metabolicznie w postaci ATP.
Kompleks jest homodimerem o masie całkowitej 220 kDa. Każdy z monomerów składa się z czterech podjednostek. Pierwsza z nich to cytochrom b6, będący integralnym białkiem błonowym o masie 24 kDa. Białko składa się z czterech wewnętrznych podjednostek i dwóch cząsteczek hemu typu b. Jedna z cząsteczek hemu znajduje się po stromalnej i jest określana jako hem wysokopotencjałowy, a druga po stronie wnętrza tylakoidu – hem niskopotencjałowy. Podjednostka IV o masie 17 kDa jest integralnym białkiem błonowym, umożliwiającym przyłączenie do każdego z monomerów po jednej cząsteczce chlorofilu i β-karotenu. Funkcja przyłączanych barwników nie jest znana. Przyłączone cząsteczki mogą stabilizować kompleks lub brać udział w regulacji aktywności kinazy LHC. Z cytochromu b elektrony przekazywane są na cytochrom f za pośrednictwem białka Rieskiego o masie 17,5 kDa, zawierającego centra żelazo-siarkowe [2Fe-2S]. Cytochrom f zawierający jedną cząsteczkę hemu ma masę 19 kDa i jest miejscem wiązanie plastocyjaniny odbierającej elektrony z kompleksu cytochromów.
Struktura i funkcje kompleksu cytochromów b6f są zbliżone do kompleksu cytochromów bc1 obecnego w mitochondriach i błonach fotosyntetyzujących bakterii purpurowych.
Jakkolwiek są ważne różnice między dwoma kompleksami:
- Cytochrom pojedynczego polipeptydu b w kompleksie cytochromów bc1 odpowiada cytochromowi b6 i poddziałowi IV w cytochrom b6f złożonym
- Cytochrom f nie jest homologiczny z cytochromem c1
- Kompleks cytochromów b6f zawiera dodatkowe cząsteczki barwników, chlorofil, β-karoten oraz hem c połączony przez pojedyncze wiązanie tioestrowe z cytochromem b6.

Kompleks cytochromów b6f jest odpowiedzialny dla niecykliczny (1) i cykliczny (2) transport elektronów w fazie jasnej fotosyntezy. Elektrony na kompleks dostarczane do przez plastochinon, a odbierane przez drugi ruchliwy przenośnik elektronów – plastocyjaninę.
| H2O | → | fotoukład II | → | QH2 | → | Cyt b6f | → | plastocyjanina | → | fotoukład I | → | NADP+ | (1) |
|     |   |              |   | QH2 | → | Cyt b6f | → | plastocyjanina | → | fotoukład I | → | Q     | (2) |